# Ctenitis chiapasensis
Ctenitis chiapasensis là một loài thực vật có mạch trong họ Dryopteridaceae. Loài này được (Christ) A.R. Sm. miêu tả khoa học đầu tiên năm 1975.